# April Stevens
Pour les articles homonymes, voir Stevens.
April Stevens, nom de scène de Caroline Vincinette LoTempio, est une chanteuse américaine née le 29 avril 1929 à Niagara Falls dans l'État de New York et morte le 17 avril 2023 à Scottsdale (Arizona). 
Elle s'est produite en solo, ainsi qu'en duo avec son frère Nino Tempo. Son plus grand succès est la reprise de Deep Purple qu'elle enregistre avec son frère en 1963 et qui se classe no 1 des ventes aux États-Unis avant de remporter le Grammy du « meilleur enregistrement de rock and roll. »

## Discographie
Cette liste ne reprend que les 45 tours d'April Stevens (avec ou sans Nino Tempo) qui sont entrés dans le Billboard Hot 100.
- 1959 : Teach Me Tiger (no 86)
- 1962 : Sweet and Lovely (no 77)
- 1963 : Deep Purple (no 1)
- 1964 : Whispering (no 11)
- 1964 : Tea for Two (no 56)
- 1964 : Stardust (no 32)
- 1964 : I'm Confessin' (That I Love You) (no 99)
- 1967 : I Can't Go On Livin' Baby Without You (no 86)